# Липп, Хейно Юлиусович
Хейно Юлиусович Липп (эст. Heino Lipp, 21 июня 1922, Кивиыли, Ида-Вирумаа — 28 августа 2006, Таллин) — советский легкоатлет (толкание ядра, метание диска, десятиборье), чемпион и призёр чемпионатов СССР, рекордсмен СССР и Европы, заслуженный мастер спорта СССР (1965).

## Биография
Выступал за общество «Калев» (Тарту). В 1955 году выполнил норматив мастера спорта СССР.
Становился чемпионом страны 12 раз, причём в разных дисциплинах. В 1946 году в Тарту толкнул ядро на 15,62 м, тем самым установив свой первый рекорд страны. Всего им было установлено 13 рекордов СССР. Шесть раз устанавливал рекорды Европы, но официально признан был только один рекорд в толкании ядра, установленный им в 1950 году — 16,93 м.
Не участвовал в летних Олимпийских играх 1952 года в Хельсинки, поскольку считался «невыездным».
После оставления спорта работал преподавателем.
На летних Олимпийских играх 1992 года в Барселоне был знаменосцем команды Эстонии.

## Спортивные результаты
- Чемпионат СССР по лёгкой атлетике 1946 года:
  - Толкание ядра —  (15,68 м);
  - Метание диска —  (46,26 м);
- Чемпионат СССР по лёгкой атлетике 1947 года:
  - Толкание ядра —  (16,17 м);
  - Метание диска —  (49,41 м);
- Чемпионат СССР по лёгкой атлетике 1948 года:
  - Толкание ядра —  (16,36 м);
  - Десятиборье —  (7780 очков);
- Чемпионат СССР по лёгкой атлетике 1949 года:
  - Толкание ядра —  (15,97 м);
  - Метание диска —  (45,55 м);
- Чемпионат СССР по лёгкой атлетике 1950 года:
  - Толкание ядра —  (16,30 м);
  - Метание диска —  (48,90 м);
  - Десятиборье —  (7319 очков);
- Чемпионат СССР по лёгкой атлетике 1951 года:
  - Толкание ядра —  (16,83 м);
  - Метание диска —  (49,18 м);
- Чемпионат СССР по лёгкой атлетике 1952 года:
  - Толкание ядра —  (16,65 м);
- Чемпионат СССР по лёгкой атлетике 1953 года:
  - Толкание ядра —  (16,27 м);

## Память
В Эстонии проводится мемориал Хейно Липпа, который с 2023 года входит во всемирную серию соревнований «World Athletics Continental Tour».
Вошёл в составленный в 1999 году по результатам письменного и онлайн-голосования список 100 великих деятелей Эстонии XX века.
21 июня 2022 года в Йыхви был открыт легкоатлетический стадион имени Хейно Липпа, а 24 июня был открыт памятник в парке мызы Майдла, скульптором которого стал Айвар Симсон. В мае 2025 года памятник перенесли в Йыхви и установили рядом со стадионом.

## Награды
- 1965 – Заслуженный мастер спорта СССР
- 1991 – Почетный член Эстонского олимпийского комитета
- 1998 – Орден Белой звезды 3-го класса[13]
- 1999 – Таллиннский знак отличия[14]
- В 2020 году его имя было увековечено в Эстонском зале спортивной славы[15]